# Бішара ель-Хурі
Бішара Халіл ель-Хурі (араб. بشارة خليل الخوري; 10 серпня 1890 — 11 січня 1964) — ліванський політик, двічі обіймав посаду президента (в тому числі став першим президентом незалежної Ліванської Республіки) та двічі прем'єр-міністра Лівану за часів французького мандату.

## Біографія
Народився в Решмаї, що у Гірському Лівані, в маронітській родині. Вивчав право у Бейруті й Парижі. Після Першої світової війни став радником у суді Бейрута. За часів своєї адвокатської практики брав участь у відомому судовому процесі 1935 року, коли зумів довести невинуватість Абдула Хаміда Караме (майбутнього прем'єр-міністра Лівану), якого звинувачували в убивстві.
Від кінця 1920-х років зайнявся політикою, за результатами парламентських виборів 1927 року був обраний до складу парламенту Лівану, за часів французького мандату двічі обіймав посаду пост прем'єр-міністра (від 5 травня 1927 до 10 серпня 1928 та від 9 травня до 11 жовтня 1929 року). Ель-Хурі був активним прибічником незалежності Лівану та засновником партії Ад Дустур. 21 вересня 1943 року його обрали на посаду президента країни. 8 листопада того ж року парламент Лівану виключив з конституції країни статті, що обмежували суверенітет держави на користь мандатарію — Франції. У відповідь на таке французька влада 11 листопада заарештувала Бішару ель-Хурі разом з іншими прибічниками незалежного Лівану (прем'єр-міністром Ріадом ас-Сольхом, П'єром Жмаєлем, Камілем Шамуном та іншими), розпустила парламент і призупинила дію конституції. Дії французького уряду спричинили значні заворушення як у самому Лівані, так і в усьому арабському світі, в країні почались масові протести. Це змусило Францію звільнити в'язнів, у тому числі й Бішару ель-Хурі, 22 листопада 1943 року він вийшов на свободу. Відтоді ту дату відзначають як національне свято — День незалежності Лівану.
Ель-Хурі повернувся на посаду президента країни 22 листопада 1943 й обіймав її до 18 вересня 1952 року. Одним з найважливіших досягнень його президентства є розробка Національного пакту, угоди між християнськими (маронітськими) та мусульманськими (шиїтськими і сунітськими) лідерами Лівану, яка де-факто складала основу конституційного ладу в країні, хоча формально не була закріплена в основному законі.
Період президентства Бішари ель-Хурі відзначився значним економічним зростанням, однак участь Лівану в першій арабо-ізраїльській війні 1947—1949 років, а також притік на його територію 100 тисяч палестинських біженців підірвали економіку Лівану. Такі фактори, поряд із підозрами в корупції в адміністрації ель-Хурі, спровокували масові демонстрації, що змусило президента вийти у відставку 18 вересня 1952 року. Після того до самої своєї смерті він залишався лідером партії Ад Дустур.